# جیزه (اردن)
جیزه (به عربی: الجیزة) یک منطقهٔ مسکونی در اردن است که در امان واقع شده‌است.